# Bujica
Marcelo Ribeiro (Cachoeiro de Itapemirim, Espírito Santo, Brasil, 21 de enero de 1969) es un exfutbolista brasileño. Jugaba como delantero.

## Trayectoria
| Club              | País     | Temporada   |
| ----------------- | -------- | ----------- |
| CR Flamengo       | Brasil   | 1989 - 1991 |
| Botafogo          | Brasil   | 1991 - 1992 |
| America RJ        | Brasil   | 1993        |
| Ceará SC          | Brasil   | 1993        |
| Fortaleza EC      | Brasil   | 1993        |
| Inter SP          | Brasil   | 1994        |
| SC Campomaiorense | Portugal | 1994        |
| Mixto EC          | Brasil   | 1995        |
| Operário VG       | Brasil   | 1995        |
| EC Bahia          | Brasil   | 1995        |
| Alianza Lima      | Perú     | 1996 - 1998 |
| Veria FC          | Grecia   | 1998        |
| Sinop FC          | Brasil   | 1999        |
| Guabirá           | Bolivia  | 1999 - 2000 |
| EC Pelotas        | Brasil   | 2000        |
| LDU Portoviejo    | Ecuador  | 2001        |
| Alegrense FC      | Brasil   | 2002        |
| Cachoeiro FC      | Brasil   | 2003 - 2004 |
| Estrela do Norte  | Brasil   | 2004        |

## Palmarés
| Título                              | Club         | País     | Año  |
| ----------------------------------- | ------------ | -------- | ---- |
| Taça Guanabara                      | CR Flamengo  | Brasil   | 1989 |
| Copa do Porto de Hamburgo           | CR Flamengo  | Alemania | 1989 |
| Copa Sharp                          | CR Flamengo  | Japón    | 1990 |
| Copa de Brasil                      | CR Flamengo  | Brasil   | 1990 |
| Campeonato Carioca                  | CR Flamengo  | Brasil   | 1991 |
| Taça Río                            | CR Flamengo  | Brasil   | 1991 |
| Copa Río                            | CR Flamengo  | Brasil   | 1991 |
| Copa de la ciudad de Río de Janeiro | CR Flamengo  | Brasil   | 1991 |
| Campeonato da Capital               | CR Flamengo  | Brasil   | 1991 |
| Torneo Apertura                     | Alianza Lima | Perú     | 1997 |
| Torneo Clausura                     | Alianza Lima | Perú     | 1997 |
| Primera División                    | Alianza Lima | Perú     | 1997 |